# Tranquility Base
Tranquility Base (tiếng Latinh: Statio Tranquillitatis) là một địa điểm trên Mặt Trăng, nơi mà vào tháng 7 năm 1969, con người đã hạ cánh và lần đầu tiên đặt chân lên một thiên thể khác ngoài Trái Đất. 
Ngày 20 tháng 7 năm 1969, các thành viên phi hành đoàn Apollo 11 là Neil Armstrong và Buzz Aldrin đã đổ bộ xuống bằng Mô-đun Mặt Trăng Eagle vào khoảng 20:17:40 UTC. Armstrong rời khỏi tàu vũ trụ sau 6 giờ 39 phút kể từ khi hạ cánh, tiếp theo là Aldrin 19 phút sau đó. Các phi hành gia dành ra 2 giờ 31 phút để kiểm tra và chụp ảnh bề mặt Mặt Trăng, thiết lập một số gói thí nghiệm khoa học và thu thập 47,5 pound (21,5 kg) đất đá để mang về Trái Đất. Họ cất cánh khỏi bề mặt vào 17:54 UTC ngày 21 tháng 7.
Aldrin và Armstrong là những người đã đặt tên cho Tranquility Base, trong đó Armstrong là người đầu tiên thông báo về nó khi Eagle hạ cánh. Địa điểm này nằm ở góc tây nam của vùng đồng bằng tối Mare Tranquillitatis ("Biển Tĩnh Lặng"). Các tiểu bang California và New Mexico của Hoa Kỳ đã đăng ký Tranquility Base là di sản liên quan đến họ, nhưng Texas, Cục Công viên Quốc gia Hoa Kỳ và UNESCO lại từ chối làm theo như vậy vì địa điểm này không nằm trong thẩm quyền.

## Lựa chọn bãi đáp
Trong hơn hai năm, các nhà hoạch định của NASA đã cân nhắc một tập hợp 30 địa điểm tiềm năng cho cuộc đổ bộ có người lái đầu tiên. Dựa trên các bức ảnh có độ phân giải cao do tàu vũ trụ Lunar Orbiter chụp, cũng như hình ảnh và dữ liệu từ các tàu đổ bộ không người lái Surveyor, danh sách này đã được thu hẹp xuống còn năm địa điểm nằm gần đường xích đạo Mặt Trăng. Chúng nằm trong khoảng 45 độ đông và tây, 5 độ bắc và nam tính từ trung tâm mặt hướng về Trái Đất của Mặt Trăng. Các địa điểm được đánh số từ 1 đến 5 theo chiều từ đông sang tây. Địa điểm số 2, nằm ở tọa độ 0°42′50″B 23°42′28″Đ / 0,71389°B 23,70778°Đ, chính là nơi được chọn. Vì NASA không hy vọng sẽ hạ cánh chính xác ngay trong nhiệm vụ đầu tiên nên khu vực mục tiêu là một hình elip có kích thước 11,5 dặm (18,5 km) theo hướng đông và tây và 3,0 dặm (4,8 km) theo hướng bắc và nam.
Khi hạ cánh, lực đẩy từ áp suất dư thừa trong đường hầm kết nối Mô-đun Mặt Trăng với mô-đun chỉ huy Columbia trên quỹ đạo cộng với sự hiểu biết chưa đầy đủ về trường hấp dẫn không đồng đều của Mặt Trăng đã dẫn đến lỗi điều hướng khiến điểm bắt đầu hạ cánh bằng động cơ bị đẩy đi khoảng 3 dặm (4,8 km), do đó điểm hạ cánh được máy tính nhắm tới cách mục tiêu đã định tới 4 dặm (6,4 km) về phía tây. Hệ thống nhắm mục tiêu tự động đã đưa Eagle đến nơi mà Armstrong mô tả là "một hố va chạm có kích thước bằng sân bóng bầu dục Mỹ, với rất nhiều tảng đá lớn và đá hòn trải dài khoảng một hoặc hai hố va chạm". Ông cố gắng điều khiển thủ công tránh qua chỗ này và bay xa hơn một chút.

## Tên gọi
Armstrong đặt tên cho địa điểm này lúc 20:17:58, khoảng 18 giây sau khi ông cùng Aldrin hạ cánh thành công. Ông thông báo:
Houston, đây là Tranquility Base. Eagle đã hạ cánh.

Trong quá trình huấn luyện, Armstrong và Aldrin chỉ dùng tín hiệu gọi "Eagle" trong các cuộc trò chuyện mô phỏng trên mặt đất, cả trước và sau khi hạ cánh. Hai phi hành gia đã quyết định sử dụng "Tranquility Base" ngay trước chuyến bay, và họ chỉ nói riêng với liên lạc viên khoang vũ trụ (capsule communicator) Charles Duke trước khi thực hiện nhiệm vụ để Duke không bị bất ngờ.
Tên gọi này đã vĩnh viễn trở thành một định danh của địa điểm. Mặc dù được các phi hành gia Apollo đặt ra, Liên đoàn Thiên văn Quốc tế (IAU) lại chính thức công nhận tên gọi "Tranquility Base". Trên bản đồ Mặt Trăng, địa danh này được ghi là Statio Tranquillitatis để phù hợp với tiêu chuẩn sử dụng tiếng Latinh cho địa danh trên Mặt Trăng.

## Tình trạng

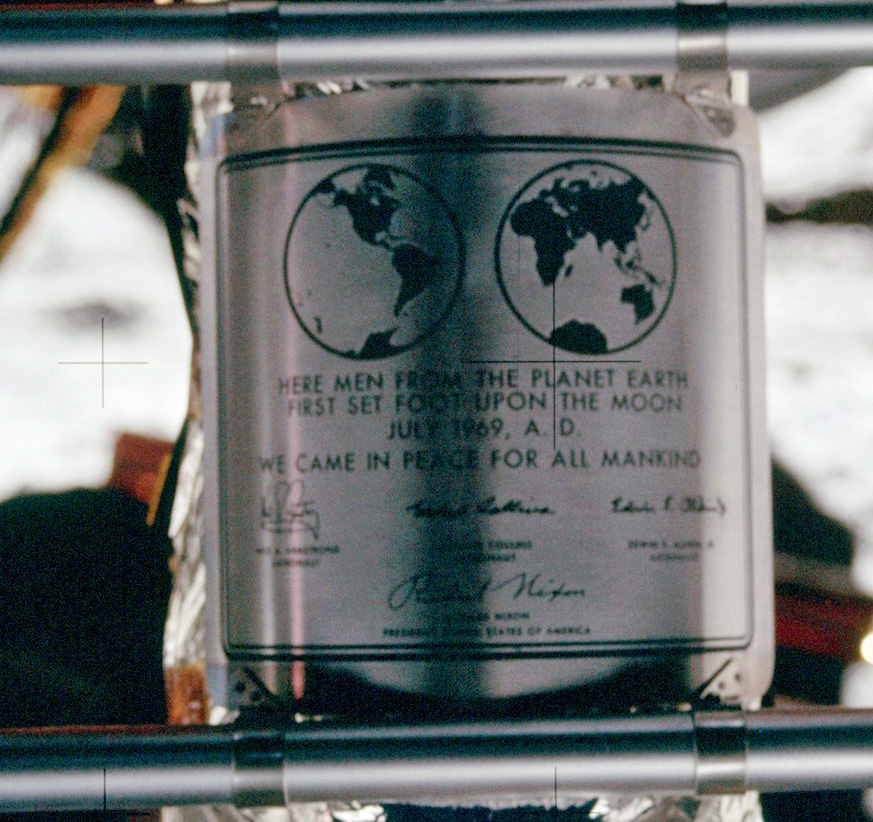
Tấm bảng để lại tại Tranquility Base trên tầng hạ cánh của Mô-đun Mặt Trăng (chụp bởi Armstrong)

Khoảng 100 vật thể nhân tạo, cũng như dấu chân do Armstrong và Aldrin để lại, vẫn còn ở Tranquility Base. Armstrong nhận xét rằng trong quá trình phóng tầng cất cánh của Eagle, ông có thể nhìn thấy "Kapton và các bộ phận khác từ việc tách tầng LM rải rác khắp khu vực ở khoảng cách rất xa". Tầng hạ cánh (descent stage) của Mô-đun Mặt Trăng vẫn giữ nguyên ở chỗ đổ bộ ban đầu. Theo Aldrin (được xác nhận rõ ràng từ những bức ảnh chụp sau này của tàu Lunar Reconnaissance Orbiter), lá cờ Hoa Kỳ cắm tại địa điểm này trong chuyến đi bộ trên Mặt Trăng (moonwalk) đã bị thổi tung bởi khí thải khi tên lửa bay lên, nhưng nó vẫn còn nằm trên bề mặt. Các phi hành gia đã đặt các retroflector tại địa điểm này để cho phép đo chính xác khoảng cách từ Trái Đất đến Mặt Trăng. Một địa chấn kế chạy bằng năng lượng Mặt Trời cũng được sử dụng để đo chấn động trên Mặt Trăng, nhưng nó đã ngừng hoạt động sau 21 ngày. Phi hành đoàn còn để lại một chiếc đĩa chứa các thông điệp thiện chí của Apollo 11. Nhiều thiết bị không còn cần thiết cho giai đoạn trở về của nhiệm vụ – bao gồm cả đôi bốt của Aldrin – đã bị bỏ lại để làm nhẹ tàu vũ trụ khi bay lên quỹ đạo Mặt Trăng.
Là nơi con người lần đầu tiên hạ cánh trên một thiên thể ngoài Trái Đất, Tranquility Base rất có ý nghĩa về mặt văn hóa và lịch sử. Các tiểu bang California và New Mexico của Hoa Kỳ đã liệt kê địa danh này vào sổ di sản (heritage register) của họ vì luật pháp chỉ yêu cầu các địa điểm được liệt kê phải có mối liên hệ nào đó với tiểu bang. Texas chưa cấp quy chế tương tự cho địa điểm này, mặc dù Trung tâm Kiểm soát Sứ mệnh nằm ở Houston, vì luật bảo tồn di tích lịch sử của bang giới hạn các quy chế như vậy đối với tài sản nằm trong tiểu bang. Cục Công viên Quốc gia Hoa Kỳ cũng từ chối cấp cho nơi này danh hiệu Danh lam Lịch sử Quốc gia để tránh vi phạm lệnh cấm của Hiệp ước Không gian Vũ trụ đối với bất kỳ quốc gia nào tuyên bố chủ quyền một thiên thể ngoài Trái Đất. Địa danh này chưa được đề xuất là Di sản thế giới vì Tổ chức Giáo dục, Khoa học và Văn hóa Liên Hợp Quốc (UNESCO), bên giám sát chương trình này, chỉ cho phép các quốc gia nộp hồ sơ công nhận địa danh trong biên giới của nước mình.
Mối quan tâm đến sự bảo vệ một cách chính thức cho địa điểm này đã tăng lên vào đầu thế kỷ 21 với thông báo về giải thưởng Google Lunar X Prize dành cho các công ty tư nhân chế tạo thành công tàu vũ trụ và tiếp cận Mặt Trăng; một khoản tiền thưởng 1 triệu đô la sẽ được trao cho bất kỳ đối thủ nào đến thăm một địa điểm lịch sử trên Mặt Trăng. Một nhóm do Astrobotic Technology dẫn đầu thông báo họ sẽ cố gắng đáp một tàu vũ trụ tại Tranquility Base. Mặc dù đã hủy bỏ các kế hoạch, song những tranh cãi sau đó khiến NASA yêu cầu bất kỳ sứ mệnh nào khác tới Mặt Trăng, dù là tư nhân hay chính phủ, do con người hay robot thực hiện, đều phải giữ khoảng cách ít nhất 75 mét (246 ft) tính từ địa điểm này.
Năm 2020, đạo luật One Small Step to Protect Human Heritage in Space được ban hành, bảo vệ Tranquility Base và các địa điểm hạ cánh khác của Apollo khỏi bị hư hại bởi hoạt động không gian do Hoa Kỳ cấp phép.

## Thư viện ảnh

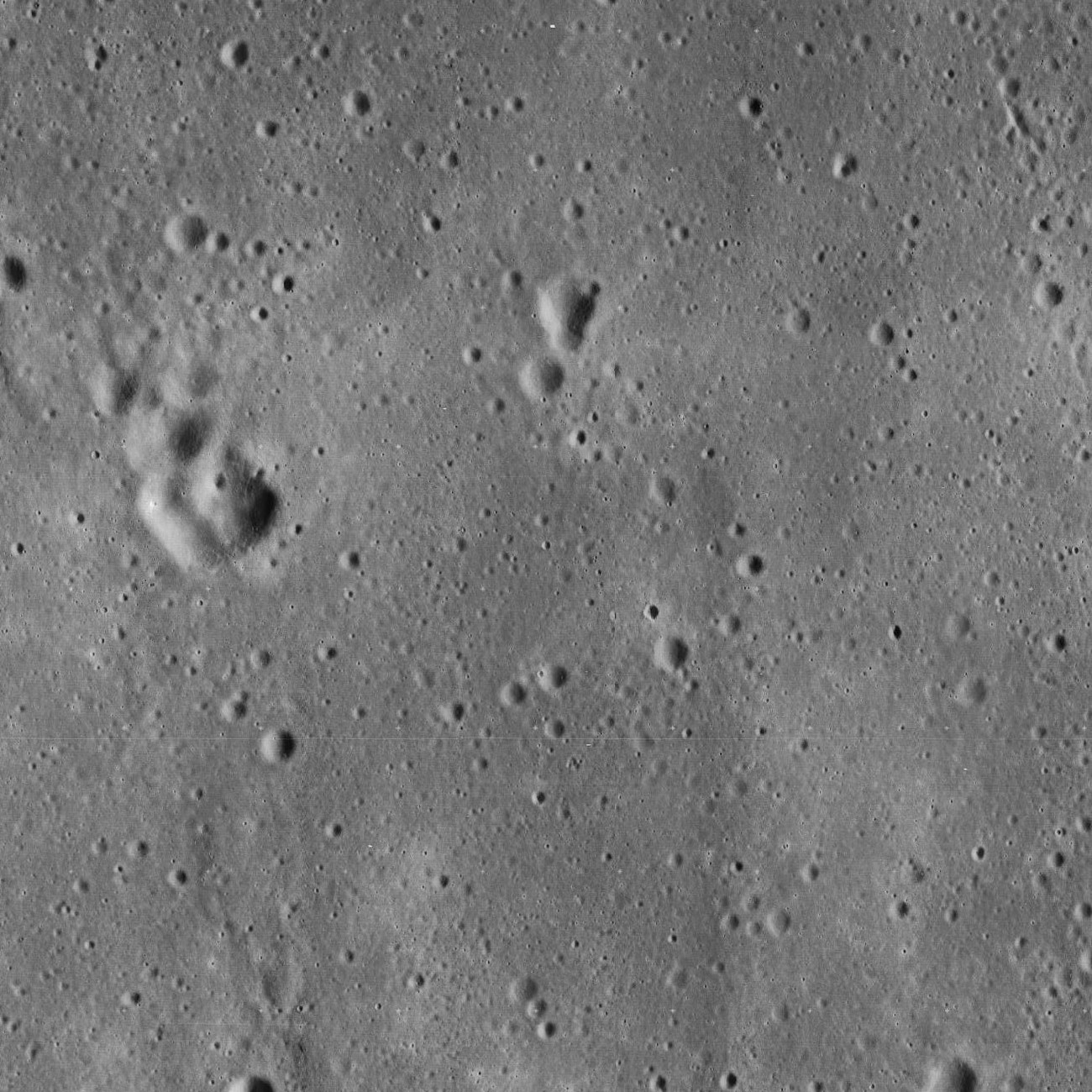
Hình ảnh do Lunar Orbiter 5 chụp từ năm 1967, được cắt xén để hiển thị khu vực lân cận địa điểm hạ cánh của Apollo 11. Bức ảnh này được sử dụng trong quá trình lập kế hoạch sứ mệnh. Kích thước vùng trong ảnh là 25 km × 25 km.
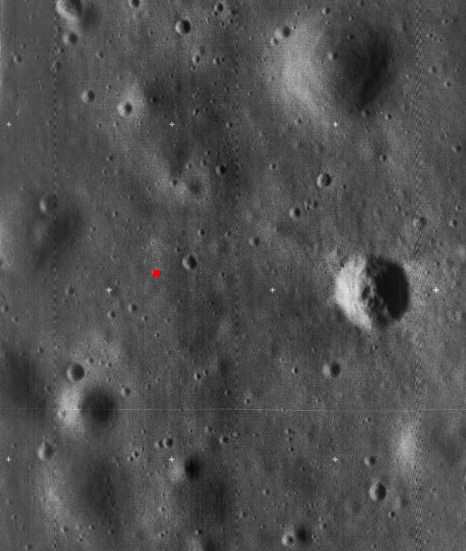
Ảnh chụp độ phân giải cao của Lunar Orbiter 5, được cắt xén để hiển thị địa điểm hạ cánh của Apollo 11. Bãi đáp được đánh dấu bằng chấm đỏ. Hố va chạm ở giữa là West, có đường kính khoảng 190 m.
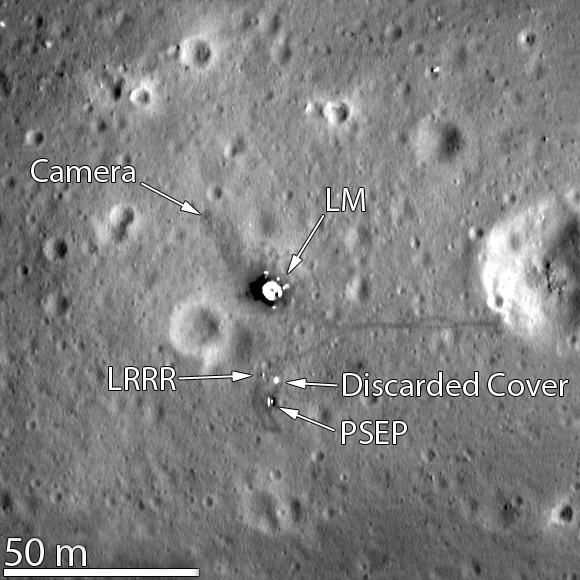
Ảnh do tàu Lunar Reconnaissance Orbiter chụp vào ngày 7 tháng 3 năm 2012. Có thể thấy rõ tầng hạ cánh của Mô-đun Mặt Trăng (LM), retroflector trong thí nghiệm Lunar Laser Ranging (LRRR), và gói thí nghiệm Early Apollo Scientific Experiments Package (Discarded Cover PSEP). Ngoài ra còn có các hố va chạm Little West (ngay bên phải) và Double (bên trái LM).
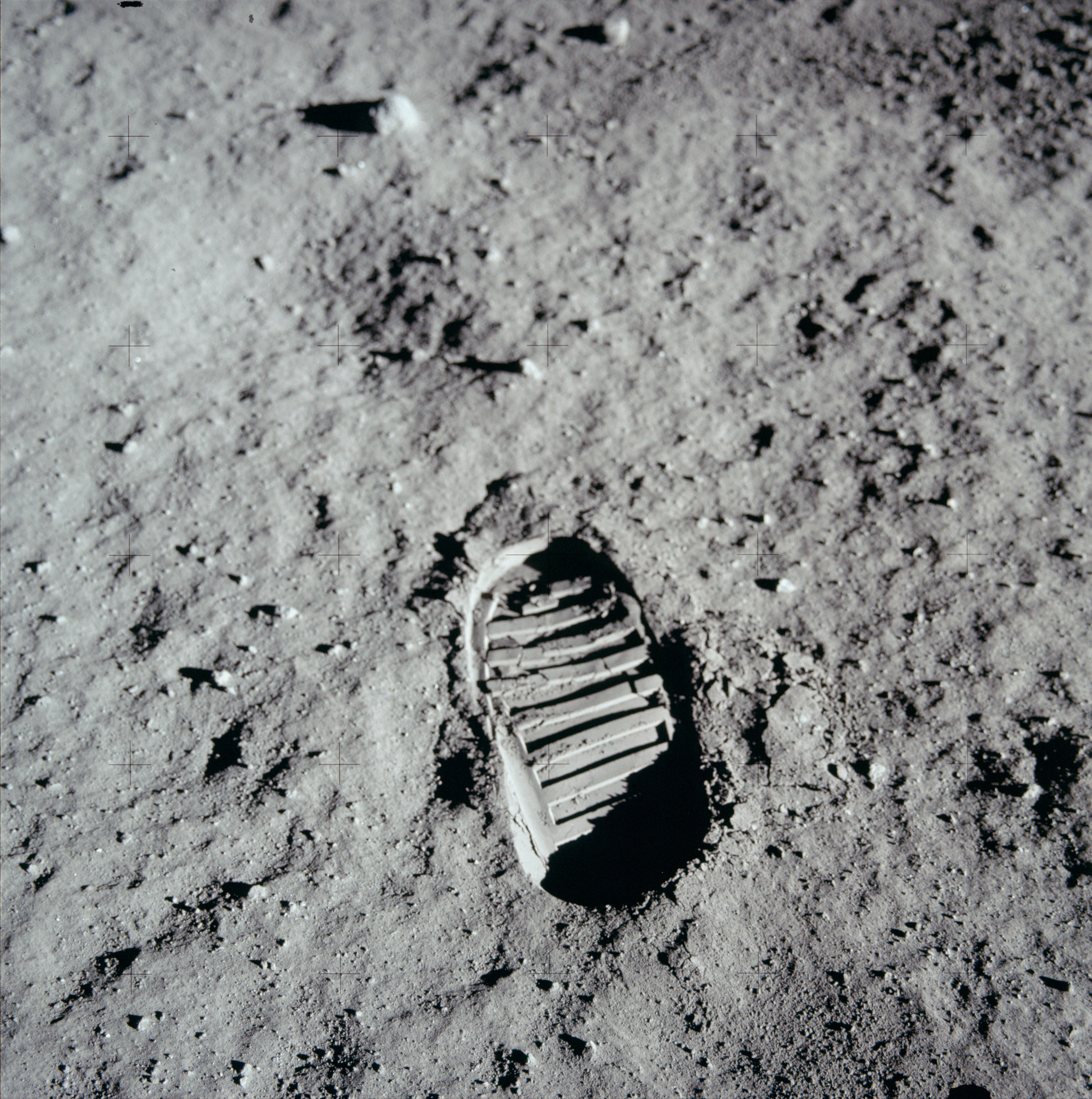
Dấu chân của Buzz Aldrin tại Tranquility Base (chụp bởi Aldrin)
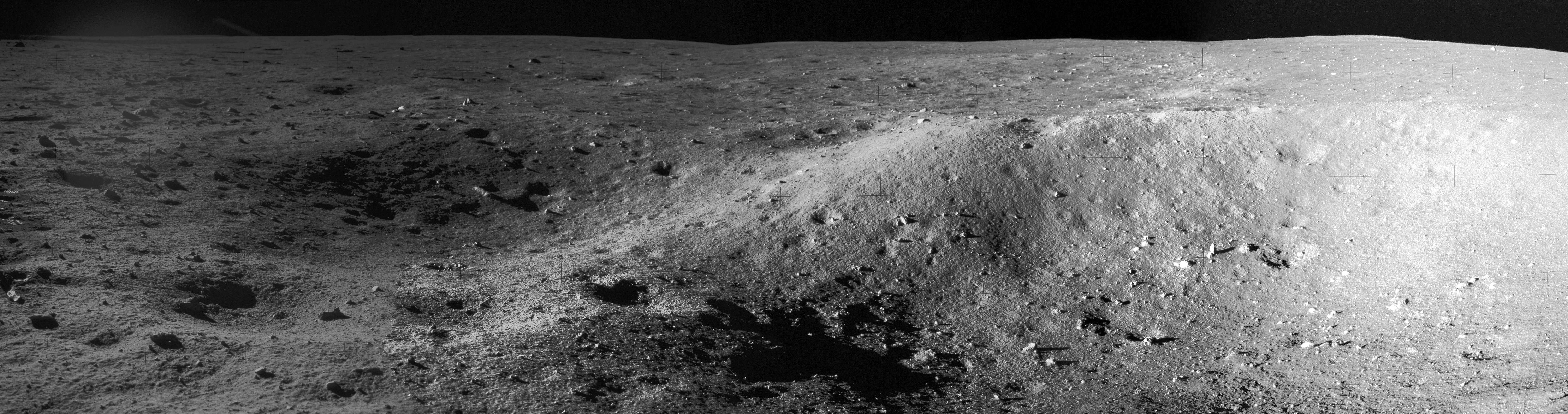
Ảnh composite của hố va chạm Double, cách Eagle chỉ vài mét. Chụp bởi Aldrin.
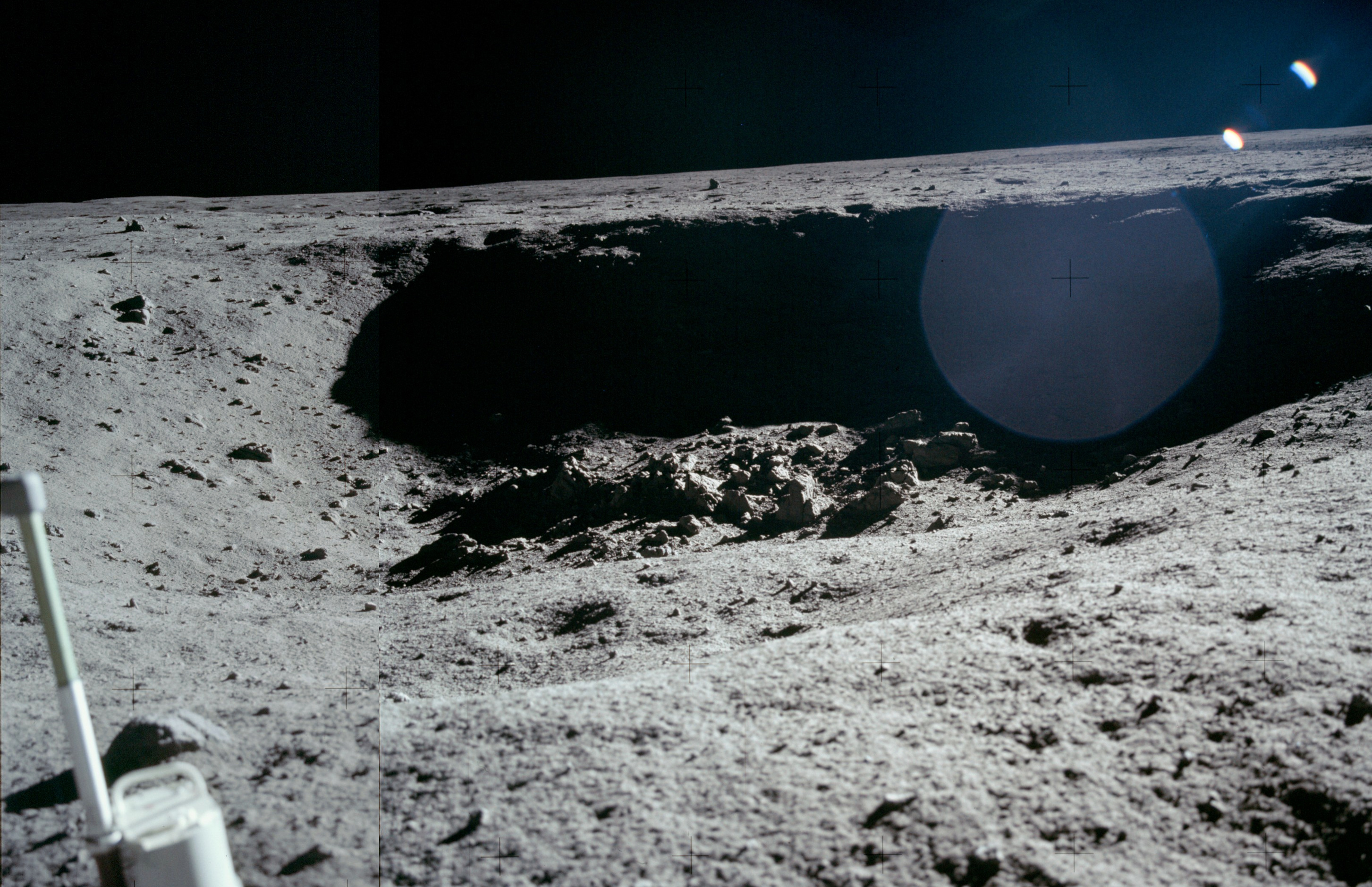
Ảnh composite của hố va chạm Little West, cách Eagle khoảng 60 mét. Chụp bởi Armstrong.
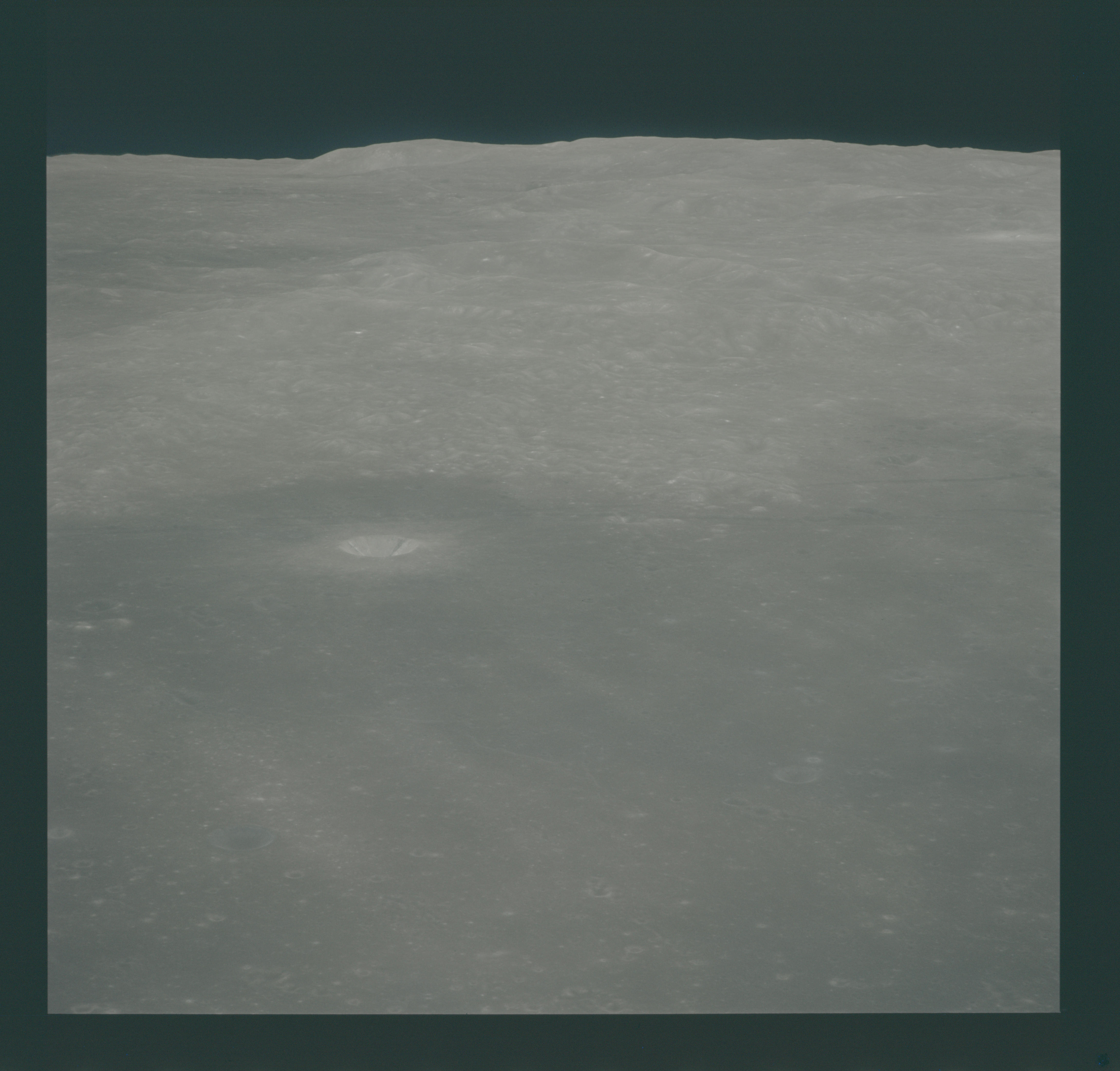
Ảnh quỹ đạo từ Apollo 15 cho thấy địa điểm hạ cánh ngay bên dưới trung tâm. Hố sáng trên bề mặt là Moltke.

## Trong văn hóa đại chúng
Tranquility Base đã được mô tả trong nhiều cuốn sách, phim ảnh và chương trình truyền hình, chẳng hạn như trong tiểu thuyết năm 1996 The Tranquillity Alternative của Allen Steele, miniseries năm 1998 From the Earth to the Moon, series năm 2015 The Astronaut Wives Club, và phim điện ảnh năm 2018 Bước chân đầu tiên.